# 1875 год в истории железнодорожного транспорта

## Новый подвижной состав
- Коломенский завод выпустил первые паровозы типа 0-4-0 собственной конструкции — серию СС.
- В Норвегии освоен выпуск танк-паровозов серии NSB 7.
- 3 ноября в России Министерством путей сообщения был объявлен к руководству при заказах “товарный вагон правительственного типа 1875 г.” — легендарный НТВ.

## Персоны

### Скончались
- Константи́н Влади́мирович Че́вкин — русский государственный и военный деятель, 1853-1862 годы был главным управляющим путей сообщения.